# 蘇雷希·普拉卡什·塞西
蘇雷希·普拉卡什·塞西（英語：Suresh Prakash Sethi，1945年5月22日—）是德克薩斯大學達拉斯分校營運管理主席兼智慧供應網路中心主任。他曾在制造业和營運管理、金融和经济学、市场营销、工业工程学、運籌學和最优控制等領域做出貢獻。

## 外部連結
- 官方网站
- SSRN Author Page of Suresh P. Sethi （页面存档备份，存于）
- Author Page of Suresh P. Sethi at RePec/EconPapers （页面存档备份，存于）